# Lajos Sándor
Lajos Sándor – rumuński zapaśnik walczący w stylu wolnym. Zajął szóste miejsce na mistrzostwach świata w 1977 i 1978. Brązowy medalista mistrzostw Europy w 1977; piąty w 1978; szósty w 1979. Trzeci na mistrzostwach Europy młodzieży w 1976 roku.